# Эпиген (лунный кратер)
Кратер Эпиген (лат. Epigenes) — древний ударный кратер на видимой стороне Луны в районе северного полюса. Кратер назван в честь древнегреческого астронома Эпигена Византийского (II век до н. э.). Название утверждено Международным астрономическим союзом в 1935 году. Образование кратера относится к нектарскому периоду.

## Описание кратера
Кратер находится в гористой местности. На севере от кратера находится большой кратер Гольдшмидт, на северо-востоке древний кратер Барроу, на востоке огромный кратер Бонд У., на юго-западе крупный кратер Бирмингем. На юге от кратера располагается Море Холода. Селенографические координаты центра кратера — 67°30′ с. ш. 4°37′ з. д. / 67,5° с. ш. 4,62° з. д., диаметр — 54,51 км, глубина — 3,21 км.
Кратер хорошо заметен под низким углом солнечных лучей, имеет систему ярких радиальных лучей, правильную форму, которая за счет перспективного искажения при наблюдениях с Земли кажется овальной. Северная и северо-западная часть вала кратера хорошо сохранилась, остальная часть вала, особенно восточная и юго-восточная части, сильно разрушены. Северо-восточную часть вала перекрывает сателлитный кратер Эпиген В. Восточная часть вала примыкает к горному хребту, тянущемуся в направлении кратера Барроу. Высота вала над окружающей местностью составляет 1170 м. Западная часть чаши кратера ровная без заметных деталей, остальная часть чаши несколько приподнята и по всей вероятности покрыта лавовым потоком с восточной стороны. Центральный пик слабо выражен, высота пика — около 450 м. Объём кратера составляет приблизительно 2500 км³.

## Сателлитные кратеры
| Эпиген | Координаты                                          | Диаметр, км |
| ------ | --------------------------------------------------- | ----------- |
| A      | 67°02′ с. ш. 0°23′ з. д. / 67,04° с. ш. 0,39° з. д. | 17,6        |
| B      | 68°27′ с. ш. 3°22′ з. д. / 68,45° с. ш. 3,36° з. д. | 11,3        |
| D      | 68°21′ с. ш. 0°09′ в. д. / 68,35° с. ш. 0,15° в. д. | 9,8         |
| F      | 67°07′ с. ш. 8°07′ з. д. / 67,11° с. ш. 8,12° з. д. | 4,6         |
| G      | 68°58′ с. ш. 7°01′ з. д. / 68,97° с. ш. 7,01° з. д. | 4,7         |
| H      | 69°32′ с. ш. 6°19′ з. д. / 69,53° с. ш. 6,32° з. д. | 6,8         |
| P      | 65°29′ с. ш. 5°26′ з. д. / 65,48° с. ш. 5,44° з. д. | 38,4        |

- Сателлитный кратер Эпиген А может быть использован как ориентир для определения положения нулевого меридиана Луны.